# Internazionali Città di Vicenza 2023
Gli Internazionali Città di Vicenza 2023 sono stati un torneo maschile di tennis giocato sulla terra rossa. È stata l'8ª edizione del torneo, facente parte della categoria Challenger 75 nell'ambito dell'ATP Challenger Tour 2023. Si è giocato al Circolo Tennis Palladio 98 di Vicenza, in Italia, dal 29 maggio al 4 giugno 2023.

## Partecipanti

### Teste di serie
| Nazionalità | Giocatore         | Ranking* | Testa di serie |
| ----------- | ----------------- | -------- | -------------- |
| Italia      | Francesco Passaro | 128      | 1              |
| Italia      | Luca Nardi        | 151      | 2              |
| Rep. Ceca   | Vít Kopřiva       | 162      | 3              |
| Italia      | Riccardo Bonadio  | 164      | 4              |
| Italia      | Franco Agamenone  | 166      | 5              |
| Italia      | Mattia Bellucci   | 167      | 6              |
| Belgio      | Kimmer Coppejans  | 170      | 7              |
| Giappone    | Sho Shimabukuro   | 178      | 8              |

* Ranking al 22 maggio 2023.

### Altri partecipanti
I seguenti giocatori hanno ricevuto una wild card per il tabellone principale:
- Luca Nardi
- Gabriele Piraino
- Lorenzo Rottoli

I seguenti giocatori sono entrati in tabellone come alternate:
- Francisco Comesaña
- Matheus Pucinelli de Almeida

I seguenti giocatori sono passati dalle qualificazioni:
- Federico Gaio
- Nerman Fatić
- Román Andrés Burruchaga
- Nino Serdarušić
- Stefano Travaglia
- Vitaliy Sachko

## Punti e montepremi
| Torneo    | Torneo              | V     | F     | SF    | QF    | 2T    | 1T  | Q | Q2  | Q1  |
| Singolare | Punti               | 75    | 50    | 30    | 16    | 7     | 0   | 4 | 2   | 0   |
| Singolare | Premi in denaro (€) | 9,880 | 5,820 | 3,450 | 2,000 | 1,165 | 720 | – | 360 | 185 |
| Doppio    | Punti               | 75    | 50    | 30    | 16    | –     | 0   | – | –   | –   |
| Doppio    | Premi in denaro (€) | 4,250 | 2,450 | 1,480 | 880   | –     | 500 | – | –   | –   |

## Campioni

### Singolare
Francisco Comesaña ha sconfitto in finale  Pablo Llamas Ruiz con il punteggio di 3–6, 6–2, 6–2.

### Doppio
Anirudh Chandrasekar /  Vijay Sundar Prashanth hanno sconfitto in finale  Fernando Romboli /  Marcelo Zormann con il punteggio di 6–3, 6–2.